# Ovambo
Gli ovambo (o owambo) sono un'etnia di ceppo bantu che abita una regione della Namibia settentrionale detta Ovamboland, lungo il confine con l'Angola. Il gruppo è suddiviso in otto sottogruppi principali: ondonga, ukwanyama, ukwambi, ongandjera, ukualuudhi, ombalantu, onkolonkadhi ed eunda, e costituisce l'etnia più numerosa della Namibia (circa 1500000 persone al censimento del 2023). Parlano diverse lingue denominate collettivamente lingue oshiwambo (od oshivambo), fra cui il kwanyama e lo ndonga.
Gli ovambo sono originari dell'alta valle dello Zambesi, e giunsero in Ovamboland intorno al XIV secolo in seguito ad una delle grandi migrazioni bantu. L'Ovamboland è un territorio di pianure sabbiose attraversate da piccoli corsi d'acqua chiamati oshanas, che periodicamente alluvionano la regione. La parte settentrionale del territorio è caratterizzata da una vegetazione subtropicale.

## Cultura e religione
A partire dal 1870 l'Ovamboland divenne meta dei missionari finlandesi, che convertirono gran parte degli Ovambo al Cristianesimo luterano. Gli Ovambo moderni vestono all'occidentale e hanno abbandonato gran parte delle loro tradizioni. I matrimoni ovambo, che coniugano riti luterani e pratiche tradizionali, sono lo specchio del sincretismo religioso di questo popolo.
Le abitazioni ovambo, dette kraal, sono costituite da un insieme di capanne adibite a diverse funzioni (camera da letto, magazzino, cucina) circondate da recinti di grossi pali verticali, ma non sono rare le abitazioni costruite all'occidentale, in blocchi di cemento. L'acqua corrente è fornita in genere da fontane pubbliche.
Gli Ovambo vivono principalmente di allevamento, pesca e agricoltura. Allevano capre, vacche e galline, ed occasionalmente qualche maiale. I giovani hanno il compito di pascolare il bestiame. Coltivano principalmente miglio, da cui viene prodotto un denso porridge. Altre coltivazioni includono fagioli, angurie, zucche e sorgo. Durante la stagione delle piogge, quando gli oshanas sono ricchi d'acqua, la dieta degli Ovambo si arricchisce di pesce, uccelli e rane.
Gli Ovambo sono anche abili artigiani, e producono cestini, ceramiche, gioielli, manufatti di legno, frecce e spade di ferro, strumenti musicali e medaglioni d'avorio (detti omakipa).
La religione tradizionale ovambo è caratterizzata dalla credenza negli spiriti buoni e cattivi, e dal culto di Kalunga, lo spirito supremo. Gli Ovambo credono che Kalunga assuma sembianze umane e si muova fra gli uomini inosservato, e che abbia il compito di proteggere il villaggio dalla carestia e dalla epidemie. La vita ovambo è scandita tutt'oggi da numerose superstizioni legate alle credenze tradizionali. Per esempio, se un uomo entra nel kraal del capo, si pensa che debba togliersi i sandali, oppure un membro della famiglia reale morirà. Il fuoco acceso nel kraal del capo non deve mai spegnersi, altrimenti l'intero villaggio scomparirebbe.
I capi dei villaggi sono membri della famiglia reale di Ovamboland, noti come aakwanekamba; l'appartenenza alla famiglia reale è basata su relazioni di eredità matrilinee.